# توم لندن
توم لندن (بالإنجليزية: Tom London)‏ هو ممثل أمريكي، ولد في 24 أغسطس 1889 في الولايات المتحدة، وتوفي في 5 ديسمبر 1963 بهوليوود في الولايات المتحدة.

## وصلات خارجية
- توم لندن على موقع IMDb (الإنجليزية)
- توم لندن على موقع قاعدة بيانات الفيلم (الإنجليزية)